# Styringomyia acuta
Styringomyia acuta är en tvåvingeart som beskrevs av Edwards 1926. Styringomyia acuta ingår i släktet Styringomyia och familjen småharkrankar. Inga underarter finns listade i Catalogue of Life.